# Aleurocybotus
Aleurocybotus es un género de hemíptero de la familia Aleyrodidae, subfamilia: Aleyrodinae.

## Especies
Las especies de este género son:
- Aleurocybotus cereus Martin, 2005
- Aleurocybotus graminicolus (Quaintance, 1899)
- Aleurocybotus occiduus Russell, 1964